# Hans-Ola Ericsson
Hans-Ola Ericsson, folkbokförd som Erik Hans-Ola Eriksson, född 19 juli 1958 i Stockholm, är en svensk organist, tonsättare och professor.
Hans-Ola Ericsson har tagit organistexamen vid Kungliga Musikhögskolan i Stockholm samt solistdiplom vid musikhögskolan i Freiburg im Breisgau. I Freiburg studerade han även komposition. Därtill har han studerat privat för Luigi Nono och Olivier Messiaen. Han var mellan 1989 och 2011 professor i musikalisk gestaltning på Musikhögskolan i Piteå vid Luleå tekniska universitet. Sedan 1996 är han även ständig gästprofessor vid den konstnärliga högskolan i Bremen. Han utsågs 2011 till professor vid McGill University i Montréal i Kanada. Han är ledamot av Kungliga Musikaliska Akademien sedan 2000.
Som tonsättare är Hans-Ola Ericsson bland annat skrivit Melody to the Memory of a Lost Friend som komponerades på 1980-talet och består av tretton stycken för olika instrument och tonband. På 2000-talet har han bland annat komponerat kyrkooperan Höga visan (2002–04) och Sub specie aeternitatis (2007) för piano, stråkorkester och trumset.
År 1992–1997 var han projektledare för Övertorneåprojektet, ett forskningsprojekt innefattande dokumentation och rekonstruktion av orglarna i Övertorneå och Hietaniemi kyrka samt restaurering av orgeln i Övertorneå.
Hans-Ola Ericsson har varit projektledare för bygget av Orgel Acusticum vid Luleå tekniska universitet.  Bygget av orgeln påbörjades i augusti 2006 av Orgelbauwerkstatt Woehl och under ledning av Gerald Woehl.